# Kanton Bouligny
Kanton Bouligny (fr. Canton de Bouligny) je francouzský kanton v departementu Meuse v regionu Grand Est. Tvoří ho 26 obcí. Zřízen byl v roce 2015.

## Obce kantonu
| - Amel-sur-l'Étang - Arrancy-sur-Crusne - Billy-sous-Mangiennes - Bouligny - Dommary-Baroncourt - Domremy-la-Canne - Duzey - Éton - Foameix-Ornel - Gouraincourt - Lanhères - Loison - Mangiennes | - Morgemoulin - Muzeray - Nouillonpont - Pillon - Rouvres-en-Woëvre - Rouvrois-sur-Othain - Saint-Laurent-sur-Othain - Saint-Pierrevillers - Senon - Sorbey - Spincourt - Vaudoncourt - Villers-lès-Mangiennes |